# Tore André Dahlum
Tore André Dahlum (Kristiansand, 21 giugno 1968) è un allenatore di calcio ed ex calciatore norvegese, di ruolo attaccante.

## Carriera

### Giocatore

#### Club
Dahlum iniziò la carriera nello Start. Giocò le sue stagioni migliori nei primi anni novanta. Come calciatore dello Start, diventò capocannoniere della 1. divisjon nel 1990, con 20 reti.
Nel 1992 fu ingaggiato dal Rosenborg. L'esperienza non fu completamente positiva: perse infatti il posto da titolare in squadra, nonostante alcune marcature importanti come quella ai danni del Lillestrøm nella Coppa di Norvegia 1992. Dopo due anni al Rosenborg, tornò allo Start: rimase in squadra fino al 1996, anno in cui il club retrocesse. Ebbe allora una breve esperienza in Grecia, con lo Skoda Xanthi, per poi tornare al Rosenborg.
Successivamente, giocò in Belgio per il Gent e in Danimarca per l'Aalborg. Tornò poi allo Start, dove chiuse la carriera.
Nel 2004 tornò in campo per giocare qualche incontro con il Flekkerøy.

#### Nazionale
Dahlum giocò 15 partite per la Norvegia, con 6 reti all'attivo. Debuttò il 12 settembre 1990, nella sconfitta per 2-0 contro l'Unione Sovietica: subentrò a Jan Åge Fjørtoft nel secondo tempo al 66º minuto. Segnò la prima rete nel 6-1 inflitto al Camerun, in amichevole il 31 ottobre 1990.

### Allenatore
A dicembre 2007 diventò allenatore dello Jerv, con cui firmò un contratto quinquennale. La squadra, militante in 3. divisjon, sarebbe dovuta arrivare nella massima divisione nel 2012. Nel 2009, però, Dahlum rassegnò le dimissioni.

## Statistiche

### Cronologia presenze e reti in nazionale
| Cronologia completa delle presenze e delle reti in nazionale ― Norvegia | Cronologia completa delle presenze e delle reti in nazionale ― Norvegia | Cronologia completa delle presenze e delle reti in nazionale ― Norvegia | Cronologia completa delle presenze e delle reti in nazionale ― Norvegia | Cronologia completa delle presenze e delle reti in nazionale ― Norvegia | Cronologia completa delle presenze e delle reti in nazionale ― Norvegia | Cronologia completa delle presenze e delle reti in nazionale ― Norvegia | Cronologia completa delle presenze e delle reti in nazionale ― Norvegia |
| Data                                                                    | Città                                                                   | In casa                                                                 | Risultato                                                               | Ospiti                                                                  | Competizione                                                            | Reti                                                                    | Note                                                                    |
| ----------------------------------------------------------------------- | ----------------------------------------------------------------------- | ----------------------------------------------------------------------- | ----------------------------------------------------------------------- | ----------------------------------------------------------------------- | ----------------------------------------------------------------------- | ----------------------------------------------------------------------- | ----------------------------------------------------------------------- |
| 12-9-1990                                                               | Mosca                                                                   | Unione Sovietica                                                        | 2 – 0                                                                   | Norvegia                                                                | Qual. Euro 1992                                                         | -                                                                       | 66’                                                                     |
| 10-10-1990                                                              | Bergen                                                                  | Norvegia                                                                | 0 – 0                                                                   | Ungheria                                                                | Qual. Euro 1992                                                         | -                                                                       | 78’                                                                     |
| 31-10-1990                                                              | Oslo                                                                    | Norvegia                                                                | 6 – 1                                                                   | Camerun                                                                 | Amichevole                                                              | 1                                                                       | 53’                                                                     |
| 14-11-1990                                                              | Nicosia                                                                 | Cipro                                                                   | 0 – 3                                                                   | Norvegia                                                                | Qual. Euro 1992                                                         | -                                                                       | 79’                                                                     |
| 7-11-1991                                                               | Biserta                                                                 | Tunisia                                                                 | 1 – 3                                                                   | Norvegia                                                                | Amichevole                                                              | 2                                                                       |                                                                         |
| 17-4-1991                                                               | Vienna                                                                  | Austria                                                                 | 0 – 0                                                                   | Norvegia                                                                | Amichevole                                                              | -                                                                       | 68’                                                                     |
| 1-5-1991                                                                | Oslo                                                                    | Norvegia                                                                | 3 – 0                                                                   | Cipro                                                                   | Qual. Euro 1992                                                         | 1                                                                       |                                                                         |
| 23-5-1991                                                               | Oslo                                                                    | Norvegia                                                                | 1 – 0                                                                   | Romania                                                                 | Amichevole                                                              | -                                                                       | 84’                                                                     |
| 5-6-1991                                                                | Oslo                                                                    | Norvegia                                                                | 2 – 1                                                                   | Italia                                                                  | Qual. Euro 1992                                                         | 1                                                                       | 46’                                                                     |
| 8-8-1991                                                                | Oslo                                                                    | Norvegia                                                                | 1 – 2                                                                   | Svezia                                                                  | Amichevole                                                              | -                                                                       |                                                                         |
| 3-6-1992                                                                | Oslo                                                                    | Norvegia                                                                | 0 – 0                                                                   | Scozia                                                                  | Amichevole                                                              | -                                                                       | 73’                                                                     |
| 26-8-1992                                                               | Oslo                                                                    | Norvegia                                                                | 2 – 2                                                                   | Svezia                                                                  | Amichevole                                                              | -                                                                       | 77’                                                                     |
| 20-5-1999                                                               | Oslo                                                                    | Norvegia                                                                | 6 – 0                                                                   | Giamaica                                                                | Amichevole                                                              | 1                                                                       | 46’                                                                     |
| 30-5-1999                                                               | Oslo                                                                    | Norvegia                                                                | 1 – 0                                                                   | Georgia                                                                 | Qual. Euro 2000                                                         | -                                                                       | 85’                                                                     |
| 5-6-1999                                                                | Tirana                                                                  | Albania                                                                 | 1 – 2                                                                   | Norvegia                                                                | Qual. Euro 2000                                                         | -                                                                       | 79’                                                                     |
| Totale                                                                  |                                                                         | Presenze                                                                | 15                                                                      |                                                                         | Reti                                                                    | 6                                                                       |                                                                         |

## Palmarès

### Giocatore

#### Club

##### Competizioni nazionali
- Campionato norvegese: 5

Rosenborg: 1992, 1993, 1997, 1998, 1999
- Coppa di Norvegia: 2

Rosenborg: 1992, 1999